# Дикинсон, Анна Элизабет
Анна Элизабет Дикинсон (англ. Anna Elizabeth Dickinson; 1842—1932) — американская писательница, феминистка, суфражистка, аболиционист, театральная актриса и лектор; член Республиканской партии США.

## Биография
Анна Элизабет Дикинсон родилась 28 октября 1842 года в городе Филадельфии (штат Пенсильвания, США) в семье квакеров.  Отец её умер, когда ей было два года. Её вместе с братьями и сёстрами воспитывала мать, а затем она была отдана на воспитание в школу-интернат. Её старшая сестра, Сьюзен (1832—1915), стала журналисткой.

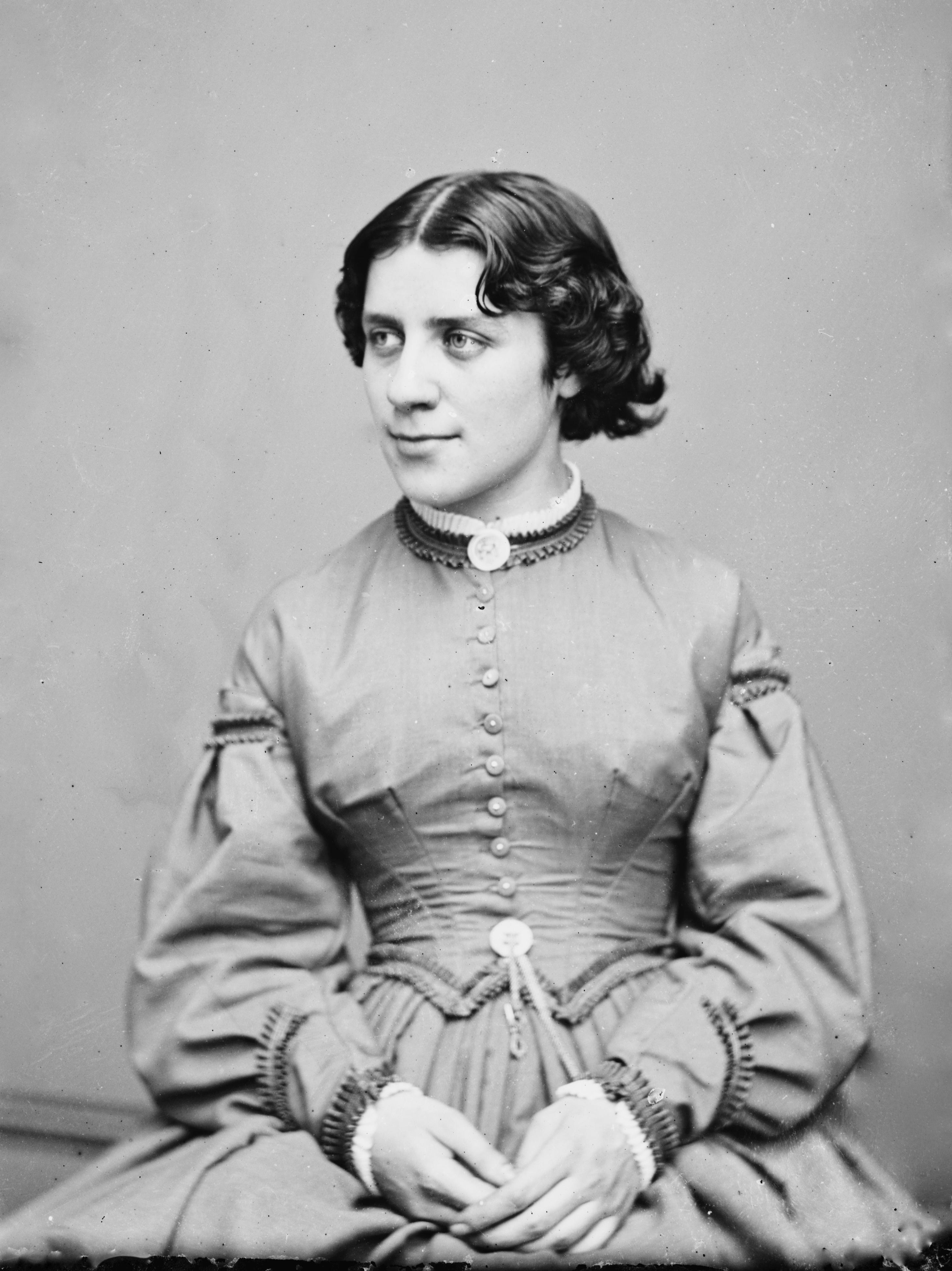
А. Э. Дикинсон
(фотограф Мэттью Брэди)

С юного возраста начала писать и говорить против рабства и в защиту прав женщин, в частности женского избирательного права. В 1861 году она получила должность клерка при Монетном дворе США, но вскоре была уволена за критику действий генерала Джорджа Макклеллана на одном из открытых заседаний.
Во время Гражданской войны в Соединённых Штатах работала в госпиталях.
Читала лекции: «О женском труде и вознаграждении за него», «О демагогах и рабочих» и многие другие.
Одно время А. Э. Дикинсон была актрисой и дебютировала в написанной ею же драме «A crown of Thorns», но без успеха.
В 1879 году она читала лекции «О кафедре и сцене».
Из напечатанных произведений Дикинсон наиболее известны: «What answer?», роман, «А paying investment» и «A ragged Register of people, places a. opinions».
Анна Элизабет Дикинсон умерла в преклонном возрасте 22 октября 1932 года в Гошене, Нью-Йорк.